# Aukštadvaris
Aukštadvaris est une ville de l'Apskritis de Vilnius en Lituanie.
Sa population était de 977 habitants lors du recensement de 2011.